# Viby, Kristianstads kommun
Viby (även Skånes Viby) är en tätort i Kristianstads kommun i Skåne län och kyrkby i Gustav Adolfs socken som före 1778 bar namnet Viby socken. 
Viby består av byarna Viby och Håslöv.
I Viby ligger Gustav Adolfs kyrka. 
Bebyggelsen avgränsades av SCB före 2015 och från 2018 till en tätort. 2015 räknades det som en del av tätorten Hammar enligt SCB.

## Befolkningsutveckling
| Befolkningsutvecklingen i Viby 1960–2020                                                 | Befolkningsutvecklingen i Viby 1960–2020 | Befolkningsutvecklingen i Viby 1960–2020 | Befolkningsutvecklingen i Viby 1960–2020 | Befolkningsutvecklingen i Viby 1960–2020 |
| ---------------------------------------------------------------------------------------- | ---------------------------------------- | ---------------------------------------- | ---------------------------------------- | ---------------------------------------- |
|                                                                                          |                                          |                                          |                                          |                                          |
| År                                                                                       |                                          |                                          | Folkmängd                                | Areal (ha)                               |
| 1960                                                                                     | 1960                                     |                                          | 468                                      |                                          |
| 1965                                                                                     | 1965                                     |                                          | 545                                      |                                          |
| 1970                                                                                     | 1970                                     |                                          | 798                                      |                                          |
| 1975                                                                                     | 1975                                     |                                          | 947                                      |                                          |
| 1980                                                                                     | 1980                                     |                                          | 906                                      |                                          |
| 1990                                                                                     | 1990                                     |                                          | 934                                      | 105                                      |
| 1995                                                                                     | 1995                                     |                                          | 951                                      | 105                                      |
| 2000                                                                                     | 2000                                     |                                          | 927                                      | 105                                      |
| 2005                                                                                     | 2005                                     |                                          | 936                                      | 105                                      |
| 2010                                                                                     | 2010                                     |                                          | 991                                      | 105                                      |
| 2020                                                                                     | 2020                                     |                                          | 1 204                                    | 182                                      |
| Anm.: Namnändring 1975 från Håslöv till Viby. Sammanvuxen med Hammar 2015. Utbruten 2018 |                                          |                                          |                                          |                                          |

## Sport
Viby IF är aktiv inom fotboll. Fotbollslagen spelar sina hemmamatcher på Grönängen. På området ligger Viby IF:s egen klubbstuga. 

## Geografi
Viby ligger sydost om Kristianstad med Hammarsjön i söder. Byn är en odlad slättbygd.

## Namnet
Namnet Viby, skrevs 1401 Vigby, kom från kyrkbyn och innehåller vik och by. 